# I, Robot
I, Robot to amerykański zespół screamo, pochodzący z Nowego Jorku. Został założony w 1997 przez gitarzystę Pete’a Bisso i wokalistę Matta Grande, którzy przez krótki czas nagrywali materiał we dwójkę w Long Island. Kiedy Pete przeprowadził się do New Paltz, do zespołu dołączyli Eric Talesnick, Tom Carley oraz Tim Haley. Po trzech sesjach nagraniowych zespół opuścił Haley, a zastąpił go Patrick Deriso. Z nowym perkusistą grupa odbyła ostatnią trasę koncertową po USA, podczas której, w sierpniu 1999, nagrywała materiał na żywo w radio KXLU. Jeszcze tego samego miesiąca, po koncercie w Wirginii, zespół rozpadł się. Nazwa grupy nawiązuje do tytułu zbioru opowiadań Isaaca Asimova.

## Członkowie
- Pete Bisso - gitara
- Matt Grande - wokal
- Eric Talesnick - gitara
- Tom „Quad” Carley - bass
- Tim Haley - perkusja
- Pat Deriso - perkusja

Po rozpadzie zespołu Matt przeszedł do The Exelar, natomiast Pete, Pat i Tom założyli Homesick For Space.

## Dyskografia
- I, Robot / The Cable Car Theory split 7” (Immigrant Sun)
- I, Robot 7” (Goldtooth Records, 1998)
- Et Cetera CD (Immigrant Sun, 28 maja 2002)